# Yvette Brillon
Yvette Brillon (10 janvier 1907 - 20 août 1996) est une modiste et chapelière québécoise, considérée comme « la grande chapelière de l'histoire de la mode au Canada ».
Elle ouvre sa première boutique en 1933, sur la rue Saint-Denis, Montréal.

## Sources
- Yvette Brillon (1907-1996) Chapelière, créatrice de mode, Bilan du siècle, Université de Sherbrooke

1. ↑  District Mode.